# Blow Up Your Video
A Blow Up Your Video az ausztrál AC/DC együttes tizenharmadik albuma, amely 1988 januárjában jelent meg az Atlantic Records gondozásában. Az előző albumnál visszatért Harry Vanda/George Young producerpáros irányításával készítették ezt a lemezt is. A felvételek Franciaországban zajlottak, egy kastélyban berendezett stúdióban, a lemez keverése pedig New Yorkban történt. Ez volt az utolsó AC/DC-album, amelyen Simon Wright dobolt, 1990 januárjában kilépett, és csatlakozott a Dióhoz.
A Blow Up Your Video a 12. helyet szerezte meg a Billboard 200 lemezeladási listán az Amerikai Egyesült Államokban, míg Angliában egészen a 2. helyig jutott. A Heatseeker volt az első AC/DC-kislemez, amely a bakelit változattal egyidőben CD-n is megjelent. A "Heatseeker" dalhoz Londonban forgattak videóklipet még az album megjelenése előtt, ismét David Mallet rendezővel. Az albumhoz kiadott kislemezekre egy-egy olyan szám is felkerült, amelyek a nagylemezen nem szerepelnek. Ezek a "Snake Eye" és a "Borrowed Time".
A világkörüli turnét Ausztráliában kezdték, ahol utoljára 1981-ben koncerteztek. Ezt néhány angol dátum követte, majd a húsz állomásból álló európai koncertkörút. A hat hónapos észak-amerikai turné előtt bejelentették, hogy a zenekarvezető Malcolm Young nem tart a zenekarral, mert egyre súlyosabb alkoholproblémái miatt kezelésre szorul. A turnén Malcolm és a szólógitáros Angus Young unokaöccse, Stevie Young helyettesítette a ritmusgitárost.

## Az album dalai
1. "Heatseeker" – 3:50
2. "That's the Way I Wanna Rock 'n' Roll" – 3:43
3. "Meanstreak" – 4:08
4. "Go Zone" – 4:26
5. "Kissin' Dynamite" – 3:58
6. "Nick of Time" – 4:16
7. "Some Sin for Nuthin'" – 4:11
8. "Ruff Stuff" – 4:34
9. "Two's Up" – 5:25
10. "This Means War" – 4:23

## Tagok
- Brian Johnson – ének
- Angus Young – szólógitár
- Malcolm Young – ritmusgitár
- Cliff Williams – basszusgitár
- Simon Wright – dob